# Ван Юйцзя
Ван Юйцзя (кит. трад. 王羽佳, пиньинь wáng yǔjiā; англ. Yuja Wang; род. 10 февраля 1987, Пекин, Китай) — китайская пианистка, обладательница множества международных музыкальных наград. Известна также как «летающие пальцы» за обладание виртуозной техникой и невероятной беглостью пальцев.
Начала учиться игре на фортепиано в возрасте шести лет, а затем продолжила обучение в Центральной консерватории музыки в Пекине и в Институте музыки Кёртиса в Филадельфии. К 21 году она уже была признанной во всем мире концертной пианисткой и подписала эксклюзивный контракт с Deutsche Grammophon. С тех пор она зарекомендовала себя как одна из ведущих артистов своего поколения.
В январе 2023 года, в Карнеги-холле, дала, привлёкший к себе всеобщее внимание и признание, беспрецедентный более чем четырёхчасовой концерт, где впервые в истории фортепиано были исполнены все четыре фортепианных концерта Рахманинова и его Рапсодию на тему Паганини (2,5 часа музыки, 621 страница партитуры, 97 076 фортепианных нот).
Живёт в Нью-Йорке, сотрудничает со всеми крупнейшими оркестрами мира, является одним из самых востребованных солистов-пианистов, постоянно гастролируя.

## Биография

### Ранние годы и образование
Родилась в артистической семье в Пекине. Её мать, Чжай Цзецзин — танцовщица, а отец, Ван Цзяньго — перкуссионист.
Начала учиться игре на фортепиано в шесть лет. В семь лет она начала обучение в Центральной консерватории музыки в Пекине. В одиннадцать лет Ван стала самой молодой студенткой на Международном музыкальном фестивале Morningside Music Bridge (в Университете Маунт Ройал (Калгари, Альберта, Канада).
В возрасте пятнадцати лет поступила в Институт Кёртиса в Филадельфии, где училась пять лет у Гэри Графмана и окончила обучение в 2008 году. Графман отметил, что техника Ван произвела на него впечатление во время прослушивания, но «именно интеллект и хороший вкус» её интерпретаций выделяли её среди других.

### Начало карьеры
В 1998 году, в возрасте одиннадцати лет, Ван заняла третье место на Международном конкурсе молодых пианистов в городе Эттлинген (Германия). Три года спустя она выиграла третье место и специальный приз жюри (вручаемый выдающемуся финалисту младше 20 лет с призом в 500 000 японских йен) на первом Международном конкурсе исполнителей в Сендае (Япония).
В 2002 году выиграла конкурс концертов на Музыкальном фестивале Аспена.
В 2003 году дебютировала в Европе с оркестром Тонхалле-Оркестр Цюриха, Швейцария, исполнив Концерт для фортепиано № 4 Бетховена под управлением Дэвида Зимана. Она дебютировала в Северной Америке в Оттаве в сезоне 2005—2006 годов, заменив Раду Лупу и исполнив тот же концерт Бетховена под управлением Пинхаса Цукермана.
11 сентября 2005 года была названа лауреаткой премии Gilmore Young Artist Award 2006 года, вручённой самым многообещающим пианистам возрастом до 22 лет. В рамках награды она получила $15,000, выступила на концертах фестиваля Гилмора и получила заказ на новое произведение для фортепиано.
В 2006 году дебютировала с Нью-Йоркским филармоническим оркестром на фестивале Bravo! Vail Music Festival. В следующем сезоне она выступила с оркестром под управлением Лорина Маазеля во время тура по Японии и Корее.
В марте 2007 года прорывом для Ван стало её выступление вместо Марты Аргерих на концертах, проходивших в Бостоне. Аргерих отменила свои выступления с Бостонским симфоническим оркестром на четырёх подписных концертах с 8 по 13 марта. Ван исполнила Концерт для фортепиано № 1 Чайковского под управлением Шарля Дютуа.

### Карьера после 2007 года
В 2008 году гастролировала по США с Академией Святого Мартина в полях, под руководством Невилла Мерринера. В 2009 году она выступила как солистка с YouTube Symphony Orchestra, под управлением Майкла Тилсона-Томаса в Карнеги-Холл. Ван также выступала с Оркестром Люцернского фестиваля, дирижируемого Клаудио Аббадо, в Люцерне и Пекине, с Королевским филармоническим оркестром в Испании и Лондоне, а также с Гонконгским филармоническим оркестром.
В январе 2009 года подписала эксклюзивный контракт на запись 5 дисков с Deutsche Grammophon. Также в 2009 году Ван исполнила и записала  Концерт для фортепиано соль-минор Мендельсона с Куртом Мазуром на Фестивале Вербье, в сопровождении Кирилла Трусовa, Дэвида Аарона Карпентера, Максима Рысанова, Соль Габетта и Ли Меша. Её исполнение «Полёт шмеля» Римского-Корсакова включено в DVD с лучшими моментами Фестиваля Вербье 2008 года.
В 2012 году гастролировала с Израильским филармоническим оркестром и дирижёром Зубином Метой в Израиле и США, включая выступление в Карнеги-Холл в Нью-Йорке в сентябре.
В ноябре 2012 года гастролировала по Азии с симфоническим оркестром Сан-Франциско и её дирижёром Майклом Тилсоном-Томасом.
В феврале 2013 года исполнила и записала (с дирижёром Густаво Дудамелем и Венесуэльским Оркестром Симона Боливара) Третий концерт Рахманинова и (технически трудный) Второй концерт Прокофьева, Второй концерт Рахманинова.Также в 2013 году её сольный тур по Японии завершился дебютом (в качестве выступления почётного гостя) в токийском Suntory Hall.
В мае 2015 года дебютировала с Берлинским филармоническим оркестром, исполнив Второй концерт для фортепиано Сергея Прокофьева под управлением Пааво Ярви. Выступление транслировалось в прямом эфире через цифровой концертный зал оркестра.
В феврале 2016 года, отступив от своего ранее преобладающего русского репертуара, исполнила Концерт для фортепиано № 9 Моцарта в Дэвид-Геффен-холле в Нью-Йорке под управлением Шарля Дутуа, а затем, дебютировла с Венским филармоническим оркестром под управлением Валерия Гергиева в Мюнхене и Париже.
В марте 2016 года исполнила Турангалила-симфонию Мессиана на протяжении трёх вечеров под управлением Эса-Пекки Салонена. Приглашённым гостем в Карнеги-Холл в мае 2016 года она сыграла Сонату № 29 Бетховена, а также две баллады Брамса и КрайслериануШумана.
22 июля 2017 года выступила с Национальным юношеским оркестром Китая на его премьере в Карнеги-Холл под управлением дирижёра Людовика Морло́та из Сиэтл Симфони, исполнив Первый концерт для фортепиано Чайковского.
В 2019 году отдала дань уважения лауреату премии Центра Кеннеди, Майклу Тилсону-Томасу, исполнив «You Come Here Often?»
28 января 2023 года в Карнеги-холле состоялся концерт, посвящённый 150-летию со дня рождения Рахманинова: совместно с Филадельфийским оркестром, Ван исполняла все четыре фортепианных концерта Рахманинова и его Рапсодию на тему Паганини в один вечер. Это вызвало небывалый интерес публики и огромные очереди за билетами, обвивавшие здание. Пять произведений включали в себя два с половиной часа музыки (621 страницу партитуры, 97 076 фортепианных нот), а исполнение их в одном концерте было беспрецедентно в истории фортепиано. Дирижировавший оркестром Янник Незе-Сеген сравнил это с восхождением на Эверест. Самой Ван, некоторым оркестрантам и нескольким зрителям в качестве эксперимента было предложено надеть носимое устройство отслеживающим сердцебиение, чтобы оценить воздействие музыкальных произведений на протяжении столь уникального концерта. Длительность и интенсивность концерта потребовали того, что каждую из пяти частей Ван исполняла в новом наряде. Во время последней части Концерта для фортепиано с оркестром № 2 один из зрителей потерял сознание, из-за чего концерт пришлось остановить, пока ему оказывали медицинскую помощь (концерт был возобновлён через двадцать минут). По завершении программы Ван исполнила на бис ещё и «Танец блаженных духов» из оперы Кристофа Виллибальда Глюка «Орфей и Эвридика».

## Постоянное сотрудничество
Ван выступала со всеми крупнейшими оркестрами США, включая Бостонский симфонический оркестр, Чикагский симфонический оркестр, Кливлендский оркестр, Лос-Анджелесский филармонический оркестр, Нью-Йоркский филармонический оркестр, Филадельфийский оркестр, Орландо филармонический оркестр, Сан-Франциско симфонический оркестр и Национальный симфонический оркестр.
На международном уровне Ван выступала с Берлинским филармоническим оркестром, Чешским филармоническим оркестром, Венским филармоническим оркестром, Королевским оркестром Консертгебау, Лондонским симфоническим оркестром, Парижским оркестром, Берлинской государственной капеллой, Симфоническим оркестром Баварского радио, Лейпцигским оркестром Гевандхауса, Лондонским филармоническим оркестром, Симфоническим оркестром Торонто, Израильским филармоническим оркестром. Филармоническим оркестром Осло, Симфоническим оркестром NHK в Токио, Филармоническим оркестром Гонконга, Китайским филармоническим оркестром и другими.

## Критика
В рецензии на её дебют в Карнеги-холле в 2011 году Энтони Томмазини написал в New York Times:
С самого начала, с раннего прелюда Скрябина, госпожа Ван исполнила эту шопинистскую музыку, полную рябящих фигур левой руки и мечтательных мелодий, с деликатностью, поэтической грацией и вниманием к внутренним музыкальным деталям, которые вызывали уважение. После антракта она предложила рапсодическое, необычайно нюансированное исполнение могучей Сонаты Листа си минор. Но наиболее откровенное выступление прозвучало в Сонате для фортепиано № 6 Прокофьева в ля мажор. Завершенная в 1940 году, это почти 30-минутное произведение включает в себя некоторые варварские, импульсивные, гармонически хрупкие всплески в формальную сонатную структуру из четырех частей. В большинстве интерпретаций интересное напряжение возникает от восприятия музыки такого агрессивного модернизма, сдерживаемого неоклассическими рамками. Госпожа Ван примирила эти противоречивые элементы через исполнение впечатляющей ясности и детализации"
В июне 2012 года Джошуа Косман из San Francisco Chronicle написал, что Ван «просто самая ослепительно, сверхъестественно одарённая пианистка в современном концертном мире, и нам ничего не остаётся, как сидеть, слушать и восхищаться её мастерством». Газета The New York Times сообщила о концерте в Карнеги-холле в мае 2013 года, что «фортиссимо Ван были устрашающими, но такими же, хотя и в более тихой форме, были и томительные мелодические линии первой части Сонаты № 2 Рахманинова». Рецензент добавил:
Плавность ее фразировки во второй части Сонаты № 2 Скрябина пугающе напоминала звучание духовых инструментов. В Сонате № 6 этого композитора она сопоставила гранитные и прозрачные цвета, создав зловеще-блестящий эффект, прежде чем завершить написанную программу неистовым исполнением версии «Вальса» для одного фортепиано, подчеркнув болезненность искаженных вальсов Равеля.
В мае 2016 года газета The New York Times прокомментировала её исполнение сонаты для фортепиано «Хаммерклавир» Бетховена:
Виртуозность госпожи Ван выходит далеко за рамки ее сверхъестественной ловкости. В этом исполнении Бетховена она удивительным образом выявила сложные детали, внутренние голоса и гармонические краски. Первая часть отличалась порывом и смелостью. Скерцо подпрыгивало, отличаясь озорством и ритмической резкостью. В могиле, с большими медленными движениями, она играла сдержанно и трогательно. Она держала слушателя в напряжении во время неуловимого перехода к резкой, плотной фуге, которую она затем осуществила с непостижимой ловкостью. Это не был исследовательский или глубокий «Хаммерклавир». Но я восхищался сочетанием молодой энергии и музыкальной целостности госпожи Ван.
Помимо игры на фортепиано, Ван также привлекала внимание своими броскими нарядами и эффектным поведением на сцене. В часто цитируемом обзоре концерта в Hollywood Bowl от 2011 года критик классической музыки из Los Angeles Times Марк Свед написал:
Оранжевое платье, в котором Юйцзя Ван выступала во вторник вечером, вероятно надолго запомнится многим... Платье было таким коротким и узким, что если бы его было ещё меньше, организаторам, возможно, пришлось бы ограничить вход для всех любителей музыки младше 18 лет без сопровождения взрослых. Если бы её каблуки были ещё выше, то ходить ей, не говоря уже о нажимании педалей, было бы попросту невозможно.
За этот аспект своего обзора Свед подвергся критике со стороны Энн Миджетт в статье в Washington Post под названием «Что оскорбляет? Её короткое платье или узкий взгляд критика?».
В 2017 году Майкл Левин из HuffPost описал Ван после её концерта с Леонидасом Кавакосом в David Geffen Hall как «одну из самых талантливых, захватывающих и даже завораживающих исполнительниц на мировой сцене».
В январе 2023 года более чем четырёхчасовой марафонский концерт Ван в Карнеги-холле, где она исполнила все четыре фортепианных концерта Рахманинова и его Рапсодию на тему Паганини, привлёк всеобщее внимание и признание. Клеменси Бертон-Хилл написала, что «способность Ван примирить многочисленные сложности момента с таким изяществом, даже радостью, была примечательна». Закари Вулф в New York Times написал: «виртуозность на этом уровне, в таком восхитительном материале возвышает зрителя — вот почему, даже после стольких часов, я остался с чувством воодушевлённой лёгкости».

## Икона стиля
Ван привлекает внимание не только своей виртуозной игрой, но и появлением в облегающих мини-платьях и в обуви на высоких каблуках от французского дизайнера Кристиана Лубутена. Её экстравагантный стиль одежды часто вызывает активные обсуждения в СМИ. Сама же Ван считает, что её внешний вид должен отражать эмоциональную интерпретацию музыки, которую она исполняет.
Австралийский журнал классической музыки Limelight включил её в десятку икон стиля классической музыки.
Ван является послом брендов Rolex, Rimowa и La Mer, а с 2011 года — артистом Steinway & Sons.
В 2019 году Ван была представлена в кампании Rimowa «Never Still» вместе с Леброном Джеймсом и Кимом Джонсом.

## Частная жизнь
Частная жизнь пианистки в значительной степени скрыта от общественности, хотя 2024 году в СМИ обсуждалось её расставание с финским дирижёром Клаусом Мякелей.

## Дискография
В январе 2009 года Ван подписала контракт с Deutsche Grammophon.
Хотя есть сообщения о том, что Ван выпустила дебютный компакт-диск в 1995 году, информации об этом альбоме очень мало.
- 2009: Сонаты и этюды (произведения Фредерика Шопена, Дьёрдя Лигети, Александра Скрябина)[57]
- 2009: Mendelssohn Piano Concerto No. 1 with Verbier Festival Orchestra conducted by Kurt Masur — live at Verbier Festival, Switzerland[58]
- 2009: Prokofiev Piano Concerto No. 3 with Lucerne Festival Orchestra conducted by Claudio Abbado — live at Lucerne Festival, Switzerland[59]
- 2010: Трансформация (произведения Игоря Стравинского, Иоганнеса Брамса, Мориса Равеля, Доменико Скарлатти)[60]
- 2010: Schubert, Schumann, Scriabin and Prokofiev — live at Verbier Festival, Switzerland[61]
- 2011: Рахманинов: Концерт для фортепиано с оркестром № 2 и Рапсодия на тему Паганини (с Камерным оркестром Малера под управлением Клаудио Аббадо)[62]
- 2011: Rachmaninov Piano Concerto No. 2 with Verbier Festival Orchestra conducted by Yuri Temirkanov — live at Verbier Festival, Switzerland[63]
- 2012: Фантазия (произведения Рахманинова, Скарлатти, Шуберта и др.)[64]
- 2013: Рахманинов: Концерт для фортепиано с оркестром № 3 и Прокофьев: Концерт для фортепиано с оркестром № 2 (с Синфоникой венесуэльской молодёжи Симона Боливара под управлением Густаво Дудамеля)[65]
- 2014: Брамс: Сонаты для скрипки (с Леонидасом Кавакосом)[66]
- 2015: Морис Равель: Концерт для фортепиано с оркестром соль мажор и Концерт для левой руки (с Цюрихским оркестром Тонхалле под управлением Лионеля Брингье); Габриэль Форе, Баллада ор. 19[67][68]
- 2017: The Asia Tour with Berliner Philharmoniker conducted by Sir Simon Rattle — live in Wuhan, China[69]
- 2018: The Berlin Recital — live from Berlin, Germany[70]
- 2018: The Peace Concert Versailles with Wiener Philharmoniker conducted by Franz Welser-Möst — live at Palace of Versailles, France[71]
- 2019: Blue Hour with Andreas Ottensamer[72]
- 2019: Sommernachtskonzert: Gershwin Rhapsody in Blue with Wiener Philharmoniker conducted by Gustavo Dudamel — live at Schönbrunn Palace, Austria[73]
- 2019: Franck, Chopin with Gautier Capuçon[74]
- 2020: Adams, Must the Devil Have All the Good Tunes? with Los Angeles Philharmonic conducted by Gustavo Dudamel[75]
- 2020: Rachmaninov Cello Sonata, Op. 19 with Lynn Harrell — live at Verbier Festival 2008[76]
- 2023: The American Project featuring You Come Here Often? by Michael Tilson Thomas and Piano Concerto by Teddy Abrams[77]
- 2023: The Verbier Festival Debut Recital 2008 — live at Verbier Festival 2008[78]
- 2023: Американский проект (работы Тедди Абрамса и Майкла Тилсона Томаса)
- 2023: Rachmaninoff: The Piano Concertos & Paganini Rhapsody; with Gustavo Dudamel and the Los Angeles Philharmonic[79]
- 2024: The Vienna Recital — live from Vienna, Austria[80]

## Мировые премьеры
Среди произведений, написанных и впервые исполненных Ваном, можно отметить следующие:
- 2009: Бесхитростные страницы (Семь экспромтов для фортепиано) Родиона Щедрина: Église de Verbier в Вербье, Швейцария (1 августа 2009)[81][82][83]
- 2009: Концерт для фортепиано с оркестром Дженнифер Хигдон: Национальный симфонический оркестр под управлением Эндрю Литтона, Центр Кеннеди в Вашингтоне, округ Колумбия, США (3 декабря 2009)[84]
- 2015: Вы часто здесь бываете? для фортепиано соло Майкла Тилсона Томаса: Barbican Centre в Лондоне, Великобритания (15 марта 2015)[85][86]
- 2015: Прощай, моя наложница, для Пекинской оперы, сопрано и фортепиано, Тан Дунь : Симфонический оркестр Гуанчжоу под управлением Лун Юя, Концертный зал Синхай в Гуанчжоу, Китай (31 июля 2015)[86][87]
- 2019: Неужели все хорошие мелодии достаются дьяволу? Джон Адамс: Лос-Анджелесский филармонический оркестр под управлением Густаво Дудамеля, Концертный зал Уолта Диснея в Лос-Анджелесе, США (7 марта 2019)[88][89][90]
- 2022: Фортепианный концерт Тедди Абрамса: Луисвиллский оркестр под управлением Тедди Абрамса, Центр исполнительских искусств Кентукки в Луисвилле, США (7 января 2022)[91][92]
- 2022: Концерт для фортепиано с оркестром № 3 Магнуса Линдберга: Симфонический оркестр Сан-Франциско под управлением Эсы-Пекки Салонена, Симфонический зал Дэвиса в Сан-Франциско, США (13 октября 2022)[92][93]

Другие произведения, премьеры которых состоялись с участием Ван в качестве солиста, включают следующие:
- 2015: Еда любви Карло Галанте: Filarmonica della Scala под управлением Даниэле Рустиони, Ла Скала в Милане, Италия (23 февраля 2015)[86][94]
- 2016: Соната для виолончели Евгения Кисина: с виолончелистом Готье Капюсоном, Salle des Combins в Вербье, Швейцария (25 июля 2016)[95][96]

## Награды
- 2006: Премия Гилмора молодым артистам[97]
- 2009: Молодой артист года, премия «Граммофон»[98]
- 2009, 2011, 2018, 2019: Премия Грэмми — номинант[99]
- 2010: Грант на карьеру Эйвери Фишера в Линкольн-центре[100][101][102]
- 2011: Премия Молодой артист года, «Эхо Классик»[103] .
- 2012: Номинация на премию «Грэмми» в категории «Лучшее классическое инструментальное соло» за запись: Сергей Рахманинов: Концерт для фортепиано с оркестром № 2 до минор, соч. Рапсодия на тему Паганини с Камерным оркестром Малера под управлением Клаудио Аббадо.
- 2017: Musical America — Артист года[104]
- 2019: Gramophone — Премия за инструментальный концерт в Берлине[70][105]
- 2021: Opus Klassik — за запись песни Джона Адамса: Must the Devil Have All the Good Tunes?[75][106]
- 2023: Премия Грэмми — американский проект с Тедди Абрамсом и Луисвиллским оркестром[99][107][108]
- 2023: Фортепиано — Классический пианист года[109]

## Музыка к фильмам
- 2013: Лето в феврале[110][111]
- 2023: Голодные игры: Баллада о певчих птицах и змеях[112] Примечания

1. ↑  Yuja Wang // FemBio-Datenbank (нем.)
2. ↑  Yuja Wang // Munzinger Personen (нем.)
3. ↑  Deutsche Nationalbibliothek Record #138665052 // Gemeinsame Normdatei (нем.) — 2012—2016.
4. ↑  Юя Ванг: невыносимая беглость пальцев. Евроньюс (9 марта 2011). Дата обращения: 22 декабря 2012. Архивировано 30 января 2013 года.
5. ↑  Jepson, Barbara (18 октября 2011). The Fast and the Serious. The Wall Street Journal. Архивировано 21 ноября 2022. Дата обращения: 11 июня 2013.
6. ↑  Ван Юйцзя (англ.) на сайте AllMusic
7. ↑  Young Artist of the Year. Gramophone Magazine. Дата обращения: 3 января 2025. Архивировано 23 января 2025 года.
8. ↑  Yuja Wang - Biography. Deutsche Grammophon. Дата обращения: 3 января 2025. Архивировано 3 ноября 2024 года.
9. 1 2  Hernández, Javier C. (26 января 2023). Yuja Wang, Daredevil Pianist, Takes on a Musical Everest. The New York Times. Архивировано 25 января 2025. Дата обращения: 2 января 2024.
10. ↑  Krista Soriano and Leah Melby Clinton, «For Yuja Wang, You’re only as Good as Your Next Performance» Архивная копия от 14 декабря 2018 на Wayback Machine, Elle, November 20, 2017; Janet Malcolm, «Yuja Wang and the Art of Performance» Архивная копия от 8 ноября 2020 на Wayback Machine, The New Yorker, September 5, 2016
11. ↑  Woolfie, Zachary (31 января 2023). Review: Yuja Wang Sweeps Through a Rachmaninoff Marathon - It was a momentous occasion as Wang played all five of Rachmaninoff's works for piano and orchestra at Carnegie Hall for one show only. - Comment. The New York Times. Архивировано 31 января 2023. Дата обращения: 31 января 2023.
12. ↑  Schweitzer, Vivien (6 апреля 2012). Talented, Eye-Catching, Unapologetic. The New York Times. Архивировано 21 ноября 2022. Дата обращения: 11 июня 2013.
13. ↑  Jepson, Barbara (18 октября 2011). The Fast and the Serious. The Wall Street Journal. Архивировано 21 ноября 2022. Дата обращения: 11 июня 2013.
14. ↑  Wang, Yuja (9 июня 2010). Concert Pianist Yuja Wang Talks About the Mount Royal Conservatory. Архивировано 20 декабря 2021. Дата обращения: 22 апреля 2016.
15. ↑  Prizewinners 1998 Архивная копия от 19 мая 2016 на Wayback Machine, Ettlingen International Competition for Young Pianists
16. ↑  1st SIMC Piano Section May 26 – June 9, 2001. Sendai International Music Competition for Violin & Piano. Дата обращения: 4 декабря 2012. Архивировано из оригинала 19 октября 2013 года.
17. ↑  Young Artist of the Year Award – Yuja Wang. Gramophone. Дата обращения: 11 июня 2013. Архивировано из оригинала 28 октября 2009 года.
18. ↑  About Yuja Wang Архивная копия от 15 сентября 2016 на Wayback Machine, Deutsche Grammophon
19. ↑  Gilmore Young Artist Award. The Gilmore. Дата обращения: 4 декабря 2012. Архивировано 3 августа 2019 года.
20. ↑  Yuja Wang – About. YujaWang.com. Дата обращения: 11 июня 2013. Архивировано из оригинала 7 мая 2013 года.
21. ↑  News: Martha Argerich Cancels This Week's Appearances with Boston Symphony. PlaybillArts (5 марта 2007). Дата обращения: 30 ноября 2012. Архивировано 30 сентября 2007 года.
22. ↑  Argerich Cancels On BSO. The Boston Globe. 5 марта 2007. Архивировано 30 ноября 2022. Дата обращения: 5 августа 2017.
23. ↑  Cheadle, James. Taking Flight. BBC Music. Дата обращения: 11 июня 2013. Архивировано 19 октября 2013 года.
24. ↑  Мендельсон в Вербье. EuroArts. Дата обращения: 11 июня 2013. Архивировано 4 июня 2016 года.
25. ↑  Юджа Ванг, пианистка. Израильский филармонический оркестр. Дата обращения: 11 июня 2013. Архивировано из оригинала 13 октября 2013 года.
26. ↑  Майкл Тилсон Томас и Сан-Франциско симфония проводят шестигородной тур по Азии с десятью концертами в ноябре. Сан-Франциско симфония. Дата обращения: 11 июня 2013. Архивировано 11 августа 2022 года.
27. ↑  Jean-Pierre Thiollet, 88 notes pour piano solo, «Solo nec plus ultra», Neva Editions, 2015, 51. ISBN 978 2 3505 5192 0.
28. ↑  Юджа Ванг записала с Deutsche Grammophon в Каракасе. Venezuela Sinfonica. Дата обращения: 11 июня 2013. Архивировано 19 октября 2013 года.
29. ↑  Юджа Ванг. Карнеги-Холл. Дата обращения: 11 июня 2013. Архивировано 2 мая 2013 года.
30. ↑  Юджа Ванг дебютирует с Берлинским филармоническим оркестром. Берлинский филармонический оркестр. Дата обращения: 16 мая 2015. Архивировано из оригинала 26 мая 2015 года.
31. 1 2  «Юджа Ванг и Искусство исполнения» Архивная копия от 9 августа 2023 на Wayback Machine автор Джанет Малколм, The New Yorker, 5 сентября 2016
32. ↑  Fonseca-Wollheim, Corinna Da (12 июля 2017). Национальные юношеские оркестры приносят дружеское соревнование в Нью-Йорк. The New York Times. Архивировано 8 марта 2023. Дата обращения: 23 августа 2017.
33. ↑  Премия Kennedy Center Honors 2019 – Исполнители, песни и награжденные! (амер. англ.). Just Jared. Дата обращения: 16 декабря 2019.
34. ↑  Dobrin, Peter (29 января 2023). Зритель упал во время марафона Филадельфийского оркестра в Карнеги-Холл. The Philadelphia Inquirer. Архивировано 2 января 2024. Дата обращения: 2 января 2024.
35. 1 2  Woolfe, Zachary (29 января 2023). Review: Yuja Wang Sweeps Through a Rachmaninoff Marathon. The New York Times. Архивировано 2 января 2025. Дата обращения: 2 января 2024.
36. ↑  Prom 35: Yuja Wang with the Oslo Philharmonic and Klaus Mäkelä (англ.). BBC Music Events. Дата обращения: 13 августа 2022. Архивировано 22 марта 2023 года.
37. ↑  Tommasini, Anthony (21 октября 2011). Flaunting Virtuosity (and More). New York Times. Архивировано 6 декабря 2022. Дата обращения: 11 июня 2013.
38. ↑  Kosman, Joshua (19 июня 2012). S.F. Symphony review: Wang's awesome Rachmaninoff. San Francisco Chronicle. Архивировано 2 декабря 2022. Дата обращения: 11 июня 2013.
39. ↑  Woolfe, Zachary (17 мая 2013). Restrained, Then Madly Lyrical: The Pianist as Spring Mechanism. The New York Times. Дата обращения: 11 июня 2013.
40. ↑  Tommasini, Anthony (15 мая 2016). Yuja Wang Tackles Beethoven's Hammerklavier, Assured to a Fault. The New York Times. Архивировано 9 августа 2023. Дата обращения: 16 ноября 2016.
41. ↑  Anne Midgette (12 августа 2011). Which offends? Her short dress or critic's narrow view?. The Washington Post. Архивировано 9 августа 2022. Дата обращения: 2 января 2025.
42. ↑  Levin, Michael (10 февраля 2017). No Shortcuts For Yuja Wang, The World's Greatest Living Pianist. HuffPost. Архивировано 9 апреля 2023. Дата обращения: 4 декабря 2020.
43. ↑  Burton-Hill, Clemency (30 января 2023). Yuja Wang's Rachmaninov marathon reminds us what it means to be human. The Financial Times.
44. ↑  medici.tv. medici.tv. Дата обращения: 3 января 2025. Архивировано 10 августа 2024 года.
45. ↑  Top 10 Stilikonen in der klassischen Musik In: limelightmagazine.com (archiviert)
46. ↑  Klass, Allyson. How Rolex is pursuing excellence through music. Prestige Online (22 февраля 2023). Дата обращения: 2 января 2025. Архивировано 23 января 2025 года.
47. ↑  RIMOWA Launches New Campaign With Legendary Talents LeBron James, Kim Jones & Yuja Wang. Yuja Wang. Дата обращения: 2 января 2025. Архивировано 2 января 2025 года.
48. ↑  Yuja Wang - Steinway. Steinway & Sons. Дата обращения: 2 января 2025. Архивировано 2 января 2025 года.
49. ↑  Silbert, Jake. LeBron James, Kim Jones and Yuja Wang Star in RIMOWA's 'Neverstill' Campaign Films. Hypebeast (29 мая 2019). Дата обращения: 2 января 2025. Архивировано 2 января 2025 года.
50. ↑  RIMOWA Launches New Campaign With Legendary Talents LeBron James, Kim Jones & Yuja Wang. Haute Living (10 июня 2019). Дата обращения: 2 января 2025. Архивировано 2 января 2025 года.
51. ↑  Cormack, Rachel. What Globe-Trotting Piano Prodigy Yuja Wang Can't Travel Without. Robb Report (24 июля 2019). Дата обращения: 2 января 2025. Архивировано 2 января 2025 года.
52. ↑  Журбин, Александр. Александр Журбин: Невероятная Yuja Wang: дифирамб. snob.ru (17 мая 2024). Дата обращения: 3 января 2025. Архивировано 3 января 2025 года.
53. ↑  «Deutsche Grammophon signs pianist Yuja Wang», 12 January 2009, musolife.com Архивировано 30 января 2009 года.
54. ↑  Rising star Yuja Wang steps in for pianist Radu Lupu who has been obliged to cancel his Feb. 8–9 NAC Orchestra concerts with Pinchas Zukerman for medical reasons. Canada's National Arts Centre (19 января 2005). — «She released her debut CD in 1995...» Дата обращения: 30 июля 2010. Архивировано 16 июля 2011 года.
55. ↑  China Philharmonic with Yuja Wang. Strathmore. — «Yuja Wang's debut CD was released in 1995.» Дата обращения: 30 июля 2010. Архивировано 19 октября 2013 года.
56. ↑  The young Chinese pianist talks with Patrick P.L. Lam. Musicweb International. Архивировано 6 января 2022. Дата обращения: 3 ноября 2009. Wang released her very début CD in 1995.
57. ↑  Yuja Wang Sonatas & Etudes. Deutsche Grammophon. Дата обращения: 2 января 2025. Архивировано 10 августа 2020 года.
58. ↑  Mendelssohn in Verbier 2009 – Kurt Masur. Warner Music Medienservice (30 сентября 2010). Дата обращения: 2 января 2025. Архивировано 6 ноября 2021 года.
59. ↑  Lucerne Festival 2009 (Mahler: Symphony 1 / Prokofiev: Piano Concerto No. 3). EuroArts (июль 2010). Дата обращения: 2 января 2025. Архивировано 18 января 2021 года.
60. ↑  Yuja Wang Transformation. Deutsche Grammophon.
61. ↑  Verbier Festival 2010: Yuja Wang Piano. EuroArts.
62. ↑  Rachmaninov Piano Concerto No. 2 / Wang, Abbado. Deutsche Grammophon. Дата обращения: 2 января 2025. Архивировано 25 сентября 2020 года.
63. ↑  Verbier 2011: Yuri Temirkanov conducts Liadov, Rachmaninov, Tchaikovsky. EuroArts. Дата обращения: 2 января 2025. Архивировано 13 августа 2020 года.
64. ↑  Yuja Wang Fantasia. Deutsche Grammophon.
65. ↑  Rachman. & Prokofiev Concertos / Y. Wang. Deutsche Grammophon. Дата обращения: 2 января 2025. Архивировано 15 апреля 2021 года.
66. ↑  Brahms Violin Sonatas / Leonidas Kavakos, Yuja Wang. Decca. Дата обращения: 2 января 2025. Архивировано 19 сентября 2020 года.
67. ↑  Daniel Jaffé. Yuja Wang: Ravel (нем.) (17 декабря 2015).
 Архивная копия от 3 января 2025 на Wayback Machine
68. ↑  Ravel Complete Orchestral Works. Deutsche Grammophon. Дата обращения: 2 января 2025. Архивировано 28 января 2021 года.
69. ↑  The Asia Tour Berliner Philharmoniker, Sir Simon Rattle, Seong-Jin Cho, Yuja Wang. Berliner Philharmoniker Recordings. Дата обращения: 2 января 2025. Архивировано 22 января 2021 года.
70. 1 2  The Berlin Recital Yuja Wang. Deutsche Grammophon. Дата обращения: 2 января 2025. Архивировано 11 ноября 2020 года.
71. ↑  The Peace Concert Versailles. Presto Classical.
72. ↑  Ottensamer Blue Hour. Deutsche Grammophon. Дата обращения: 2 января 2025. Архивировано 23 мая 2020 года.
73. ↑  Summer Night Concert 2019. Vienna Philharmonic Orchestra. Дата обращения: 2 января 2025. Архивировано 19 октября 2020 года.
74. ↑  Franck, Chopin Gautier Capuçon. Warner Classics (6 декабря 2019). Дата обращения: 2 января 2025. Архивировано 16 марта 2021 года.
75. 1 2  ADAMS Must The Devil Have All The Good Tunes? Deutsche Grammophon. Дата обращения: 2 января 2025. Архивировано 8 марта 2021 года.
76. ↑  Rachmaninov Cello Sonata, Op. 19 / Verbier Festival. Deutsche Grammophon. Дата обращения: 2 января 2025. Архивировано 4 августа 2020 года.
77. ↑  THE AMERICAN PROJECT Yuja Wang. Deutsche Grammophon. Дата обращения: 2 января 2025. Архивировано 2 января 2025 года.
78. ↑  The Verbier Festival Debut Recital 2008. Deutsche Grammophon. Дата обращения: 2 января 2025. Архивировано 2 января 2025 года.
79. ↑  RACHMANINOFF The Piano Concertos & Paganini Rhapsody / Wang. Deutsche Grammophon. Дата обращения: 2 января 2025. Архивировано 2 января 2025 года.
80. ↑  THE VIENNA RECITAL Yuja Wang. Deutsche Grammophon. Дата обращения: 2 января 2025. Архивировано 2 января 2025 года.
81. ↑  Biography. International Maya Plisetskaya and Rodion Shchedrin Foundation. Дата обращения: 18 ноября 2022. Архивировано 2 января 2023 года.
82. ↑  Rodion Shchedrin (Composer) Artless Pages. Schott Music Group. Дата обращения: 18 ноября 2022. Архивировано 19 ноября 2022 года.
83. ↑  Artless Pages : 7 Impromptus For Piano (2009). Theodore Front Musical Literature. Дата обращения: 18 ноября 2022. Архивировано 19 ноября 2022 года.
84. ↑  Jennifer Higdon. BIOGRAPHY. Jennifer Higdon. Дата обращения: 18 ноября 2022. Архивировано 3 июня 2018 года.
85. ↑  Erica Jeal (17 марта 2015). LSO/Tilson Thomas/Wang review – restless, forceful and utterly compelling. Guardian News & Media. Архивировано 21 ноября 2022. Дата обращения: 17 марта 2015.
86. 1 2 3  Yuja Wang Archived Concerts - 2015. Yuja Wang Archives. Дата обращения: 20 ноября 2022. Архивировано 8 августа 2023 года.
87. ↑  Tan Dun Farewell My Concubine (2015). WiseMusicClassical. Дата обращения: 18 ноября 2022. Архивировано 18 ноября 2022 года.
88. ↑  John Adams: Must the Devil Have All the Good Tunes? etc. Classical-Music. BBC Music Magazine (6 августа 2020). Дата обращения: 2 января 2025. Архивировано 26 января 2021 года.
89. ↑  James Manheim. John Adams: Must the Devil Have All the Good Tunes. AllMusic. Дата обращения: 18 ноября 2022. Архивировано 19 ноября 2022 года.
90. ↑  Yuja Wang Archived Concerts - 2019. Yuja Wang Archives. Дата обращения: 20 ноября 2022. Архивировано 8 августа 2023 года.
91. ↑  Bill Doolittle (5 января 2022). Two Of Classical Music's Brightest Young Stars, Teddy Abrams And Pianist Yuja Wang, Reunite For Louisville Orchestra Performance. LEO Weekly. Архивировано 27 января 2023. Дата обращения: 2 января 2025.
92. 1 2  Yuja Wang Archived Concerts - 2022. Yuja Wang Archives. Дата обращения: 20 ноября 2022. Архивировано 8 августа 2023 года.
93. ↑  Magnus Lindberg Composes Piano Concerto for Yuja Wang. Boosey & Hawkes (сентябрь 2022). Дата обращения: 2 января 2025. Архивировано 16 июня 2023 года.
94. ↑  The food of love. Carlo Galante. Дата обращения: 18 ноября 2022. Архивировано 8 июня 2023 года.
95. ↑  Mark Pullinger. Tales of Hoffmann and the Hammerklavier: Yuja Wang scales summits in Verbier. Bachtrack (28 июля 2016). Дата обращения: 2 января 2025. Архивировано 8 марта 2023 года.
96. ↑  Yuja Wang Archived Concerts - 2016. Yuja Wang Archives. Дата обращения: 20 ноября 2022. Архивировано 8 августа 2023 года.
97. ↑  The Gilmore: Yuja Wang (англ.). Дата обращения: 3 января 2025. Архивировано 12 августа 2024 года.
98. ↑  Quatuor Ebène win Recording of the Year (англ.). Дата обращения: 3 января 2025. Архивировано 31 октября 2023 года.
99. 1 2  Yuja Wang Artist. Recording Academy. Дата обращения: 2 января 2025. Архивировано 2 января 2025 года.
100. ↑  Avery Fisher Career Grants (англ.). Дата обращения: 3 января 2025. Архивировано 14 января 2025 года.
101. ↑  Avery Fisher Career Grants. Lincoln Center. Дата обращения: 11 июня 2013. Архивировано 13 сентября 2018 года.
102. ↑  Avery Fisher Career Grant Winner: Yuja Wang (недоступная ссылка — история). thirteen.org. Дата обращения: 14 августа 2020.
103. ↑  Echo Klassik-Sonderpreise für Nachwuchsförderung. Musik Heute (4 октября 2011). Дата обращения: 11 июня 2013. Архивировано 17 января 2021 года.
104. ↑  MusicalAmerica – Artist of the Year 2017: Yuja Wang. musicalamerica.com. Дата обращения: 17 июля 2017. Архивировано 12 февраля 2019 года.
105. ↑  Gramophone Classical Music Awards 2019: the winners revealed! gramophone.co.uk. Дата обращения: 14 августа 2020. Архивировано 26 января 2021 года.
106. ↑  Die OPUS KLASSIK Preisträger*innen 2021. Kruger Media GmbH. Дата обращения: 4 сентября 2021. Архивировано 29 октября 2021 года.
107. ↑  Yuja Wang wins her first Grammy Award. deutschegrammophon.com. Дата обращения: 5 февраля 2024. Архивировано 5 февраля 2024 года.
108. ↑  Yuja Wang wins Best Classical Instrumental Solo at the GRAMMYs. intermusica.com. Дата обращения: 5 февраля 2024. Архивировано 6 февраля 2024 года.
109. ↑  Pianote Awards 2023 WINNERS. pianote.com. Дата обращения: 1 апреля 2024. Архивировано 1 апреля 2024 года.
110. ↑  Summer in February soundtrack. Deutsche Grammophon. Дата обращения: 20 сентября 2013. Архивировано 14 февраля 2018 года.
111. ↑  Emily Reese. Benjamin Wallfisch and 'Summer in February'. YourClassical Radio (14 января 2014). Дата обращения: 2 января 2025. Архивировано 26 ноября 2023 года.
112. ↑  'The Hunger Games: The Ballad of Songbirds & Snakes' Score Album Released. Autotelics, LLC (17 ноября 2023). Дата обращения: 2 января 2025. Архивировано 7 декабря 2023 года.